# ロマニェーゼ
ロマニェーゼ（伊: Romagnese）は、イタリア共和国ロンバルディア州パヴィーア県にある、人口約600人の基礎自治体（コムーネ）。

## 地理

### 位置・広がり

#### 隣接コムーネ
隣接するコムーネは以下の通り。括弧内のPCはピアチェンツァ県所属を示す。
- アルタ・ヴァル・ティドーネ (PC)
- ボッビオ (PC)
- メンコーニコ
- ヴァルツィ
- ザヴァッタレッロ

### 気候分類・地震分類
気候分類では、zona F, 3265 GGに分類される。
また、イタリアの地震リスク階級 (it) では、zona 3 (sismicità bassa) に分類される
。

## 行政

### 分離集落
ロマニェーゼには、以下の分離集落（フラツィオーネ）がある。
- Ariore Villa, Canedo, Canevizza, Casa, Casa Ariore, Casa Colombini, Casale,Casa Lazzati, Casa Matti, Casa Piazza, Casa Picchi, Casa Pilla, Casa Rocchi-Crotta, Costa, Costaiola, Gabbione, Grazzi, Ozio, Penicina, Pozzallo, Predacosta, Totenenzo